# وست کارولتون (اوهایو)
وست کارولتون(به انگلیسی: West Carrollton) شهری در ایالت اوهایو کشور ایالات متحده آمریکا است که جمعیت آن در سرشماری سال ۲۰۱۰ میلادی، ۱۳٬۱۴۳ نفر بوده‌است.